# Мастанг (Оклахома)
Мастанг (енгл. Mustang) град је у америчкој савезној држави Оклахома.

## Демографија
По попису из 2010. године број становника је 17.395, што је 4.239 (32,2%) становника више него 2000. године.
| Група             | 2000.          | 2010.          |
| Белци             | 11.824 (89,9%) | 14.768 (84,9%) |
| Афроамериканци    | 77 (0,6%)      | 166 (1,0%)     |
| Азијати           | 66 (0,5%)      | 160 (0,9%)     |
| Хиспаноамериканци | 396 (3,0%)     | 1.054 (6,1%)   |
| Укупно            | 13.156         | 17.395         |